# Dominion (pel·lícula del 2018)
Dominion és una pel·lícula documental australiana, estrenada el 2018 i dirigida per l'activista dels drets dels animals Chris Delforce. La pel·lícula se centra en una posició realista sobre les pràctiques de l'agricultura animal per educar la percepció pública sobre la ramaderia mitjançant la presentació d'imatges gràfiques reals filmades en secret amb càmeres ocultes i drons aeris. La pel·lícula se centra en sis temes: animals de granja, animals salvatges, animals de companyia, animals d'entreteniment, animals dels quals s'extreu pell i experimentació amb animals.
La pel·lícula, i el moviment Dominion que en va sorgir, és gestionada per una organització de protecció i drets dels animals, Farm Transparency Project, abans coneguda com a Aussie Farms. La pel·lícula es va rodar per ser una seqüela del documental Lucent (2014), que es va centrar principalment en la indústria porcina australiana.
Aquesta pel·lícula està subtitulada en català.

## Sinopsi
Dominion descriu, en 18 capítols, com s'utilitzen i s'exploten les diferents espècies animals de diferents maneres. La pel·lícula està dividida en segments que cobreixen diferents espècies: porcs, gallines ponedores i pollastres de carn, galls dindi, ànecs, vaques, ovelles, cabres, peixos, conills, visons, guineus, gossos, cavalls, camells, ratolins, animals exòtics, foques i dofins i una conclusió dels narradors.

## Producció
El documental es va produir com a part de dues campanyes de micromecenatge que van recaptar 19.796 dòlars estatunidencs i 57.710 euros respectivament, i va rebre finançament de l'organització australiana de drets dels animals Voiceless.
La pel·lícula compta amb la narració dels actors Joaquin Phoenix, Rooney Mara i Sadie Sink, així com de la cantant Sia. Es va estrenar a Melbourne el 29 de març de 2018.

## Rebuda
Els activistes pels drets dels animals l'han catalogat com a documental potent. S'ha anomenat "El nou Earthlings" i compta amb el suport conjunt de molts grups locals de defensa dels animals.
Activistes dels drets dels animals van participar en l'aturada temporal d'un escorxador a Benalla, Victòria, el 26 de març, coincidint amb l'estrena de la pel·lícula a Melbourne. El 8 d'abril de 2019 es van dur a terme una sèrie d'accions de protesta a tot Austràlia per commemorar el primer aniversari de la pel·lícula. Les protestes van incloure l'assalt d'escorxadors i l'aturada del trànsit a la intersecció més concorreguda de Melbourne durant les hores punta. Els activistes portaven rètols promocionant la pel·lícula.
El director executiu del Consell de la Indústria de la Carn d'Austràlia, Patrick Hutchinson, ha dit: "El que mostra la pel·lícula no és representatiu de les pràctiques de la indústria en general. La gran majoria de les empreses i la gran majoria dels seus empleats estan profundament compromesos a garantir l'experiència més humana possible per als animals".